# Acrospermum
Acrospermum Tode – rodzaj grzybów z klasy Dothideomycetes.

## Systematyka i nazewnictwo
Pozycja w klasyfikacji według Index Fungorum: Acrospermaceae, Acrospermales, Incertae sedis, Dothideomycetes, Pezizomycotina, Ascomycota, Fungi.
Synonimy: Scleroglossum Fr., Xyloglossum Pers.

## Gatunki występujące w Polsce
- Acrospermum compressum Tode 1790[3]
- Acrospermum graminum Lib. 1830[3]
- Acrospermum pallidulum Kirschst. 1938[4]

Nazwy naukowe na podstawie Index Fungorum. Wykaz gatunków podany przypisami.